# Osmundastrum asiaticum
Osmundastrum asiaticum är en safsaväxtart som först beskrevs av Fernald, och fick sitt nu gällande namn av Xian Chun Zhang. Osmundastrum asiaticum ingår i släktet Osmundastrum och familjen Osmundaceae. Inga underarter finns listade.

## Bildgalleri

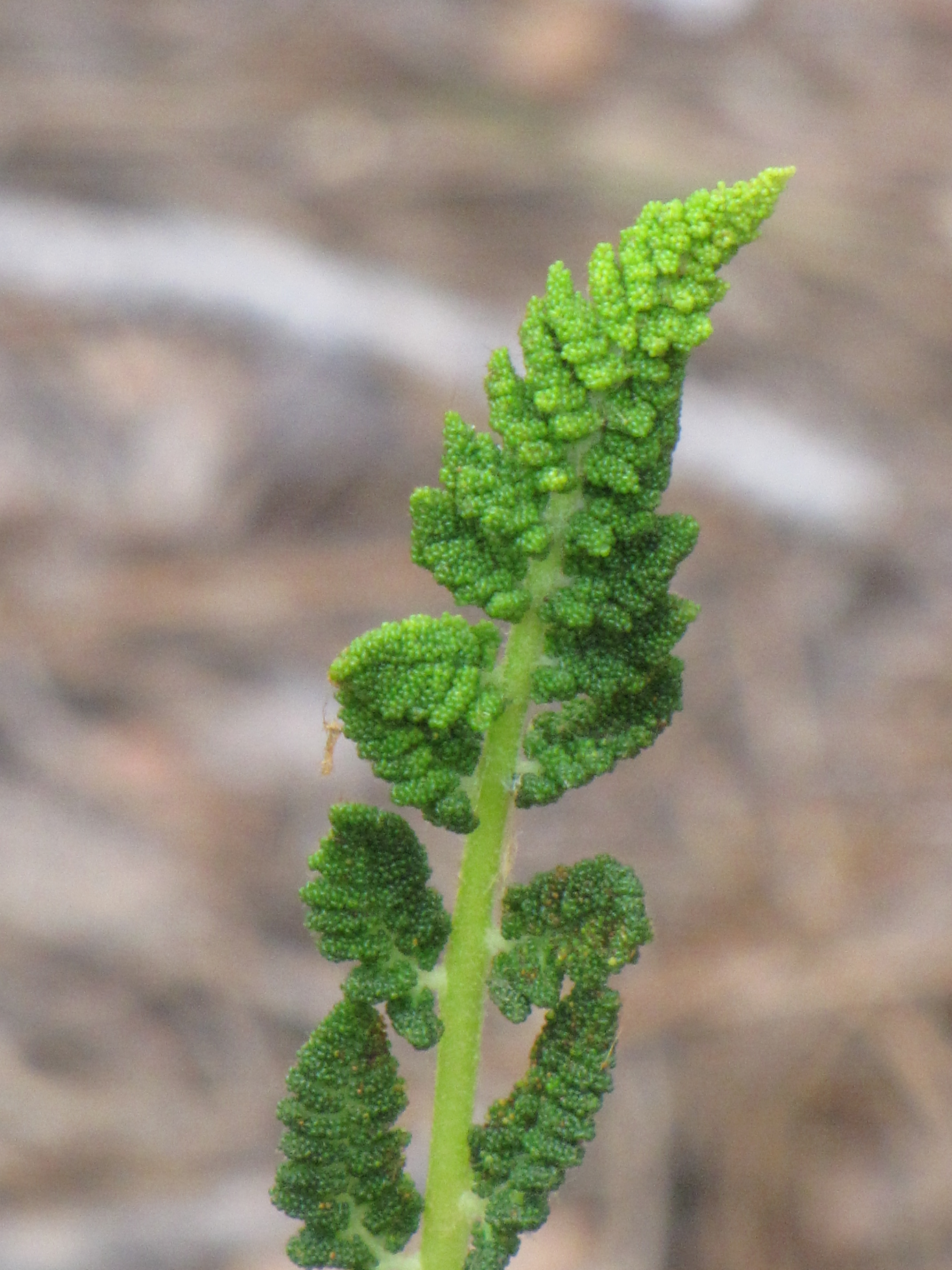
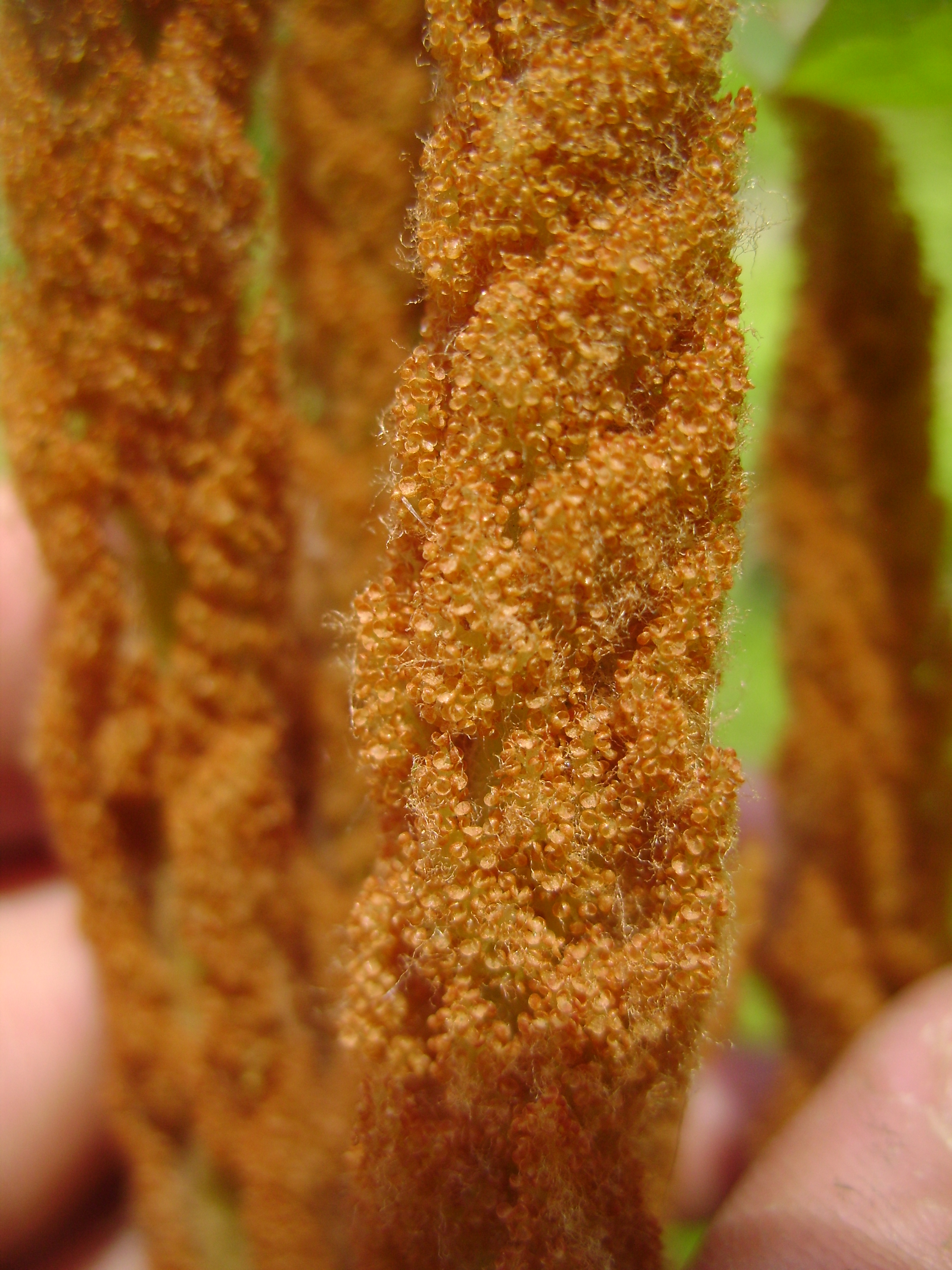